# Carl Henschen

Carl Henschen (1914)

Carl Wilhelm Eugen Henschen (* 9. Juli 1877 in Geislingen an der Steige, Württemberg; † 6. April 1957 in Basel) war ein Schweizer Chirurg.

## Leben
Henschen absolvierte die Matura in Zürich, wo er 1894 eingebürgert worden war. Von 1896 bis 1901 studierte er Medizin an den Universitäten Zürich und Kiel. Er arbeitete als Assistent an den Pathologischen Instituten der Universitäten Zürich (Direktor: Paul Ernst) und Heidelberg. Ab 1903 war er Assistenzarzt an der Chirurgischen Universitätsklinik Zürich. Im Wintersemester 1904/05 wurde er an der Universität Zürich promoviert, 1908 wurde er an der Universität Tübingen habilitiert. 1909/10 war er an der Chirurgischen Klinik in Tübingen tätig. Ab 1910 war er als Oberarzt unter Rudolf Ulrich Krönlein und später Ferdinand Sauerbruch am Kantonsspital Zürich tätig und lehrte als Privatdozent an der Universität Zürich. Im Jahr 1914 wurde er (Sauerbruch nach dessen Teilnahme als Freiwilliger im Ersten Weltkrieg vertretend) zum Titularprofessor ernannt. Ab 1917 war Henschen Chefarzt des Kantonsspitals St. Gallen. Von 1926 bis 1948 war er ordentlicher Professor für Chirurgie an der Universität Basel. 1932 Dekan der Medizinischen Fakultät und von 1944 bis 1945 Rektor der Universität Basel.

## Schriften (Auswahl)
- Beiträge zur Geschwulstpathologie des Chylusgefässystems. Dissertation, Universität Zürich, 1904/05.
- Die Extensionsbehandlung der Ober- und Unterschenkelbrüche auf physiologisch-mechanischer Grundlage. In: Beiträge zur klinischen Chirurgie. Bd. 57 (1908), H. 3, S. 616–719 (Habilitationsschrift, Universität Tübingen, 1908).
- Die postoperativen Pneumopathien postoperative Lungenreaktionen, Pseudopneumonien und Pneumonien. Schwabe, Basel 1934.